# دورسی ریدلی
دورسی ریدلی (انگلیسی: Dorsey Ridley؛ زادهٔ ۲۶ نوامبر ۱۹۵۳) سیاستمدار اهل ایالات متحده آمریکا است. وی پیش از جیم گوچ به عنوان نماینده ایالت کنتاکی کار می‌کرد.
ریدلی از سال ۱۹۸۷ تا ۱۹۹۵ در مجلس نمایندگان کنتاکی خدمت کرد. او اولین بار در سال ۱۹۸۶ انتخاب شد و روی جو هد را در انتخابات مقدماتی دموکرات شکست داد. او در سال ۱۹۹۴ به دنبال انتخاب مجدد نبود.
در سال ۲۰۲۲، ریدلی برای قاضی/اجرایی شهرستان هندرسون، کنتاکی نامزد شد، اما به براد اشنایدر، رئیس فعلی، شکست خورد.